# Afghan National Army Commandos
L'Afghan Natinal Army Commandos (dall'inglese Commandos dell'Esercito Nazionale Afghano) è stata una brigata di forze speciali dell'esercito afghano, costituitasi nel 2007, con sede a Kabul.

## Storia
Vennero considerati eredi dell'Unità 242 (Formatasi nel 1967 e sciolta nel 1979, che prestò servizio prima nelle Reali Forze Armate Afghane e poi nell'Esercito Repubblicano Afghano) e della Brigata di Paracadutisti Afghani (1982 - 1992) che combatté i mujaheddin al fianco dei sovietici. Tra il 2007 ed il 2012 furono costituiti nove battaglioni di commando, addestrati ed equipaggiati dalle US Special Forces. Al 2012 la Brigata comprendeva 12.000 soldati, con piani per un ulteriore ampliamento.
Nel corso della guerra in Afghanistan hanno preso parte a centinaia di operazioni contro - insurrezionali, antiterroristiche e di liberazione ostaggi, operando in stretto contatto con vari reparti di forze speciali occidentali, incluse quelle italiane. I commando afghani si distinsero in molte azioni, ottenendo numerose onorificenze.
Il 3 - 4 ottobre 2016 i commando afgani vennero coinvolti nella battaglia di Kunduz, una controffensiva governativa per contrastare il tentativo dei ribelli talebani di conquistare il capoluogo del nord del Paese. Alla battaglia presero parte 1.000 tra soldati e agenti afgani, inclusi un centinaio di commando, e operatori delle forze speciali statunitensi. Dopo intensi combattimenti la città tornò sotto controllo governativo; il bilancio fu di 20 poliziotti afgani uccisi e altri quattro feriti, mentre oltre 100 ribelli rimasero uccisi. Intensi combattimenti, iniziati fin dal 2015, proseguirono in tutta la provincia di Kunduz, fortemente contesa tra governativi e talebani, per il biennio 2016 - 2017. Nel corso di un duro scontro, avvenuto il 3 novembre 2016 e noto come la battaglia di Boz Qandahari, forze speciali statunitensi ed afgane misero in fuga una milizia talebani; al termine della battaglia erano rimasti uccisi tre commando afgani, due statunitensi, 26 insorti (inclusi due comandanti) e 32 civili rimasti vittime del supporto aereo della Coalizione.
In seguito all'offensiva talebana del 2021 i commando ANA sono stati tra le forze che hanno opposto significativa resistenza all'avanzata talebana, infliggendo e subendo perdite significative; tuttavia molte truppe ANA al contrario furono completamente colte di sorpresa, arrendendosi o unendosi alle milizie talebane e favorirono la loro rapida avanzata sui capoluoghi regionali, conquistati dai talebani in pochi mesi, quindi sulla capitale.
Dopo la caduta di Kabul, numerosi soldati dei reparti speciali hanno rifiutato di arrendersi e sono ripiegati nella Valle del Panjshir per unirsi alla resistenza della zona. Il 21 agosto 2021 è stato riportato che alcuni soldati delle forze speciali afghane hanno aperto il fuoco contro i civili all'Aeroporto Internazionale Hamid Karzai, per disperdere la folla che cercava di entrare nell'aeroporto.
Con la proclamazione dell'Emirato Islamico dell'Afghanistan e l'istituzione delle Forze Islamiche di Difesa, il nuovo regime utilizza nuove unità speciali, già attive al tempo della guerriglia contro l'ANA ed i suoi alleati: le Unità Rosse ed il Battaglione Badr 313 sono le più conosciute. Le forze speciali talebani tornano in azione fin dal 17 agosto 2021 nella Valle del Panjshir contro la resistenza, composta anche da ex commando ANA.